# Památník Antonína Sovy
Památník básníka Antonína Sovy v Lukavci se nachází v klasicistním pavilonu v areálu zámeckého parku v Lukavci u Pacova. Pro jeho charakteristický tvar se mu říká Hříbek.

## Historie stavby
Šestiboký pavilon vznikl v poslední čtvrtině 18. století v době, kdy lukavecké panství vlastnili Briffautové ze Slavětína. Pavilon sloužil v různých dobách rozličným účelům, například jako místo pro odpočinek zámeckého panstva i jako technická budova pro skladování ovoce z přilehlých sadů. V roce 1866 v něm na čas bydlela rodina básníka Antonína Sovy (1864–1928). Traduje se také, že zde v létě 1901 strávil Antonín Sova líbánky se svou ženou Marií. Lukavecký zámek včetně pavilonu vlastnilo během staletí několik šlechtických rodů. Na konci 19. století a v 1. polovině 20. století se majitelé rekrutovali z řad bohatších podnikatelů a továrníků. Po roce 1948 byl celý areál zestátněn. Po roce 1989 odkoupilo zámek včetně Hříbku blízké Dřevozpracující družstvo Lukavec, které je jeho vlastníkem dodnes a společně s městysem Lukavec pečuje o jeho rozvoj a zachování pro další generace.

## Stavba jako básníkův památník
Hříbek je oficiálním památníkem Antonína Sovy od roku 1958, kdy zde expozici otevřela delegace tehdejších básníků a spisovatelů. V roce 2004 prošel pavilon výraznou obnovou a rekonstrukcí. V roce 2014 uplynulo 150 let od básníkova narození. V návaznosti na toto výročí byly pod záštitou lukaveckého starosty Františka Pinkase zahájeny práce na nové expozici. Expozice byla slavnostně otevřena v květnu 2015.

## Expozice „Antonín Sova, básník lásky a života“
Ideovou a obsahovou složku expozice vytvořili literární historik Jakub Raš a Městské muzeum Antonína Sovy v Pacově. Přízemí se soustřeďuje na básníkovo dětství na Lukavecku a na jeho celoživotní návraty do Lukavce a Pacova. V prvním patře pak na návštěvníky čeká příběh básníkovy lásky k Marii Kovaříkové. Expozice je unikátní celou řadou archivního fotografického materiálu, který poskytlo pacovské muzeum, stejně jako reprodukcemi dobových obrazů a téměř věrnou replikou secesních šatů básníkovy manželky. Podrobné informace o expozici a o dění kolem básníka Antonína Sovy jsou dostupné na oficiálním webu památníku.